# Primera División Uruguaya 1997
Il campionato era formato da dodici squadre e il Peñarol vinse il titolo.

## Apertura
| Pos. | Squadra              | G  | V | N | P | GF | GS | Punti |
| ---- | -------------------- | -- | - | - | - | -- | -- | ----- |
| 1    | Nacional             | 11 | 8 | 1 | 2 | 26 | 11 | 25    |
| 2    | River Plate          | 11 | 6 | 4 | 1 | 24 | 14 | 22    |
| 3    | Peñarol              | 11 | 6 | 3 | 2 | 22 | 11 | 21    |
| 4    | Defensor Sporting    | 11 | 6 | 2 | 3 | 20 | 11 | 20    |
| 5    | Liverpool            | 11 | 5 | 4 | 2 | 15 | 13 | 19    |
| 6    | Rampla Juniors       | 11 | 4 | 2 | 5 | 12 | 18 | 14    |
| 7    | Montevideo Wanderers | 11 | 3 | 4 | 4 | 12 | 13 | 13    |
| 8    | Huracán Buceo        | 11 | 4 | 1 | 6 | 15 | 19 | 13    |
| 9    | Danubio              | 11 | 4 | 1 | 6 | 10 | 14 | 13    |
| 10   | Rentistas            | 11 | 2 | 2 | 7 | 4  | 19 | 8     |
| 11   | Cerro                | 11 | 1 | 4 | 6 | 8  | 15 | 7     |
| 12   | Racing Montevideo    | 11 | 1 | 4 | 6 | 8  | 18 | 7     |

G = Partite giocate; V = Vittorie; N = Nulle/Pareggi; P = Perse; GF = Goal fatti; GS = Goal subiti; 

## Clausura
| Pos. | Squadra              | G  | V | N | P | GF | GS | Punti |
| ---- | -------------------- | -- | - | - | - | -- | -- | ----- |
| 1    | Defensor Sporting    | 11 | 7 | 3 | 1 | 16 | 9  | 24    |
| 2    | Peñarol              | 11 | 7 | 2 | 2 | 29 | 13 | 23    |
| 3    | River Plate          | 11 | 6 | 1 | 4 | 12 | 11 | 19    |
| 4    | Liverpool            | 11 | 4 | 6 | 1 | 15 | 13 | 18    |
| 5    | Cerro                | 11 | 4 | 3 | 4 | 16 | 13 | 15    |
| 6    | Nacional             | 11 | 4 | 3 | 4 | 20 | 18 | 15    |
| 7    | Huracán Buceo        | 11 | 4 | 3 | 4 | 12 | 13 | 15    |
| 8    | Rentistas            | 11 | 4 | 2 | 5 | 10 | 18 | 14    |
| 9    | Montevideo Wanderers | 11 | 3 | 3 | 5 | 9  | 13 | 12    |
| 10   | Racing Montevideo    | 11 | 3 | 3 | 5 | 14 | 19 | 12    |
| 11   | Rampla Juniors       | 11 | 2 | 3 | 6 | 10 | 14 | 9     |
| 12   | Danubio              | 11 | 0 | 4 | 7 | 13 | 22 | 4     |

G = Partite giocate; V = Vittorie; N = Nulle/Pareggi; P = Perse; GF = Goal fatti; GS = Goal subiti; 

## Complessivo
| Pos. | Squadra              | G  | V  | N  | P  | GF | GS | Punti |
| ---- | -------------------- | -- | -- | -- | -- | -- | -- | ----- |
| 1    | Peñarol              | 22 | 13 | 5  | 4  | 51 | 24 | 44    |
| 2    | Defensor Sporting    | 22 | 13 | 5  | 4  | 36 | 20 | 44    |
| 3    | River Plate          | 22 | 12 | 5  | 5  | 36 | 25 | 41    |
| 4    | Nacional             | 22 | 12 | 4  | 6  | 46 | 29 | 40    |
| 5    | Liverpool            | 22 | 9  | 10 | 3  | 30 | 26 | 37    |
| 6    | Huracán Buceo        | 22 | 8  | 4  | 10 | 27 | 32 | 28    |
| 7    | Montevideo Wanderers | 22 | 6  | 7  | 9  | 21 | 26 | 23    |
| 8    | Rampla Juniors       | 22 | 6  | 5  | 11 | 22 | 32 | 23    |
| 9    | Cerro                | 22 | 5  | 7  | 10 | 24 | 28 | 22    |
| 10   | Rentistas            | 22 | 6  | 4  | 12 | 14 | 37 | 22    |
| 11   | Racing Montevideo    | 22 | 4  | 7  | 11 | 22 | 37 | 19    |
| 12   | Danubio              | 22 | 4  | 5  | 13 | 23 | 36 | 17    |

G = Partite giocate; V = Vittorie; N = Nulle/Pareggi; P = Perse; GF = Goal fatti; GS = Goal subiti; 

## Fase finale per il titolo

### Semifinali
| Arbitro: | Bello |

|                                     |           |                      |
| Zalayeta 61’ Romero 65’ De Lima 77’ | Marcatori | 38’ Sosa 47’ Zalazar |

### Finale

#### Andata
| Montevideo 9 novembre 1997                   | Peñarol   | 1 – 0 referto | Defensor Sporting | Centenario |
| \| \| \| \| \| García 38’ \| Marcatori \| \| |           |               |                   |            |
|                                              |           |               |                   |            |
| García 38’                                   | Marcatori |               |                   |            |

#### Ritorno
| Montevideo 12 novembre 1997                                               | Defensor Sporting | 0 – 3 referto                           | Peñarol |  |
| \| \| \| \| \| \| Marcatori \| 30’ Bengoechea 80’ Pacheco 88’ Zalayeta \| |                   |                                         |         |  |
|                                                                           |                   |                                         |         |  |
|                                                                           | Marcatori         | 30’ Bengoechea 80’ Pacheco 88’ Zalayeta |         |  |

## Classifica marcatori
| Gol |  |  | Giocatore        | Squadra |
| --- |  |  | ---------------- | ------- |
| 10  |  |  | Pablo Bengoechea | Peñarol |